# Винятинский сельский совет
Винятинский сельский совет (укр. Винятинська сільська рада) — входит в состав
Залещицкого района
Тернопольской области
Украины.
Административный центр сельского совета находится в 
с. Винятинцы.

## Населённые пункты совета
- с. Винятинцы
- с. Голограды